# Friedrich Merz (Unternehmer)
Friedrich Merz (* 15. Oktober 1884 in Groß-Bieberau; † 9. Oktober 1979 in Rodau) war ein deutscher Unternehmer, Chemiker, Apotheker und Pharmazeut.

## Leben

### Familie

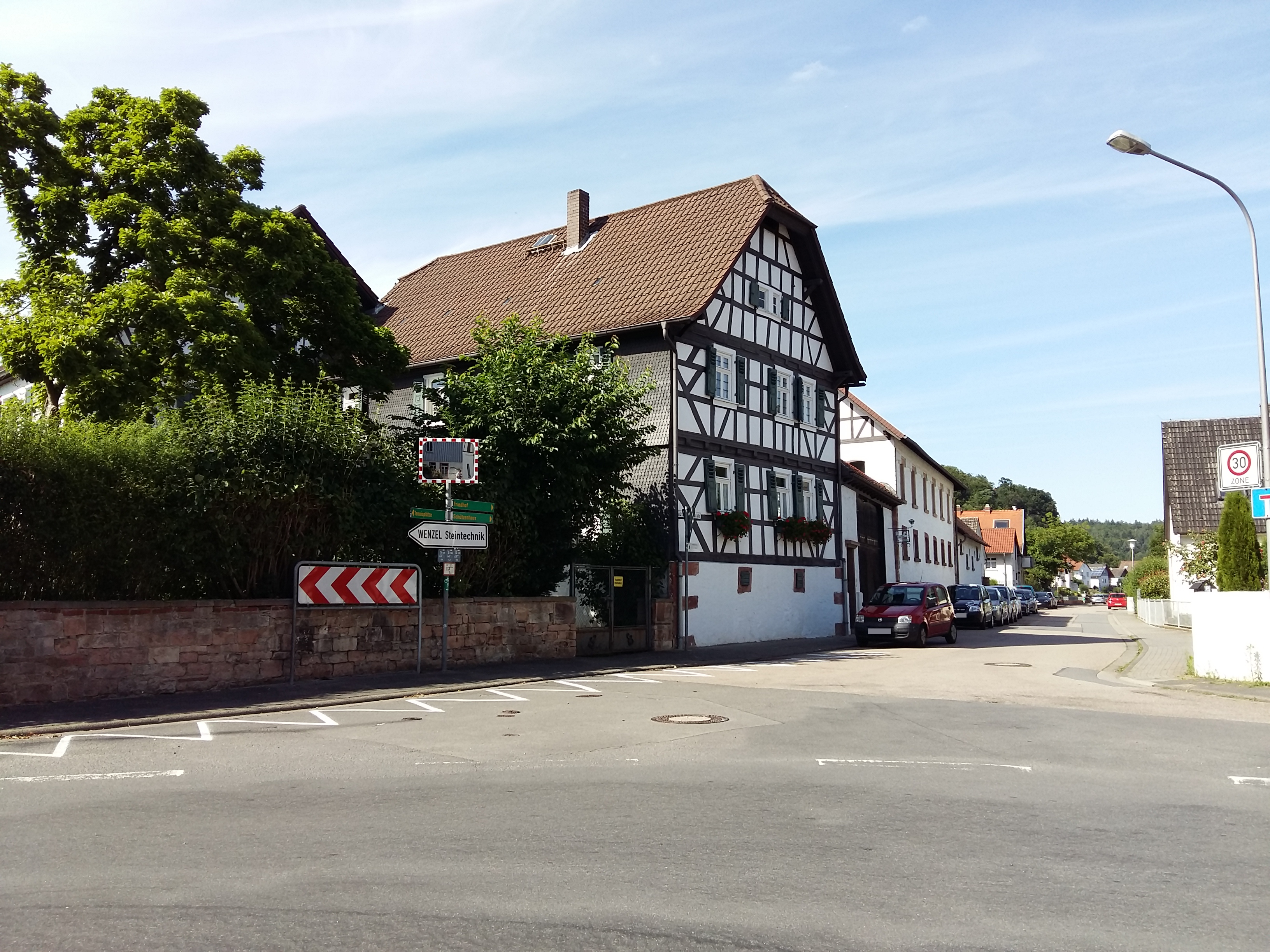
Der Merzhof in Groß-Bieberau (ein ehemaliger Bauernhof) war seit 1936 für drei Generationen der Familie Erholungsort, Zufluchtsstätte und Wohnort während des Zweiten Weltkrieges.

Friedrich Merz wurde 1884 als erster Sohn des Landwirtes Ludwig Martin Merz und seiner Frau Anna Elisabeth Merz in Groß-Bieberau geboren. Er hatte einen Bruder, Georg Merz (1893–1926). Friedrich Merz heiratete 1909 in Darmstadt Anna Heß (1887–1948) und hatte zwei Töchter: Anneliese (* 1911) und Elsbeth (* 1914).

### Studium und Arbeit
Friedrich Merz machte nach dem Realschulabschluss eine Lehre zum Apotheker in Lauterbach (Oberhessen), schloss diese 1904 mit der Prüfung zum Apothekergehilfen ab und war anschließend für jeweils sechs Monate in Fribourg (Schweiz) und Metz tätig. Die angesammelten Ersparnisse ermöglichten ihm, die Technische Hochschule Darmstadt zu besuchen, wo er im Sommer 1907 sowohl das Apothekerexamen als auch das Chemische Verbandsexamen erfolgreich absolvierte.

### Unternehmertum
1905 erhielt Merz sein erstes Reichspatent für ein Haarwasser. Am 9. März 1908 gründete er mit dem Geld aus der ererbten Landwirtschaft und einem weiteren Darlehen in Höhe von 10.000 Reichsmark von seinem Lehrmeister Emile Losson aus Metz die Firma Merz.
Als selbstständiger Fabrikant für Apothekerbedarf produzierte Merz in der Moselstraße Salben, die er mit einer umgebauten Wurstmaschine in (kurz zuvor in England entwickelten) Tuben abfüllte und als hygienische Alternative zu den bis dahin üblichen unhygienischen Kruken und Dosen bewarb.
1909 kaufte Merz eine ehemalige Zigarettenfabrik in der Eckenheimer Landstraße 100 in Frankfurt am Main und verlagerte 1911 den Betrieb an diesen Standort, an dem die Firma seitdem ansässig ist. Ebenfalls im Jahr 1911 gründete Merz Niederlassungen in Österreich und der Schweiz.
Merz begann mit der Herstellung von Medikamenten und Pharmazeutika und brachte 1911 gegen den Widerstand von Kaiser und Kirche das Verhütungsmittel Patentex, später vertrieben von der Patentex GmbH in Frankfurt am Main. auf den Markt. Im selben Jahr patentierte er eine auf Milchserum basierende fettfreie und wasserlösliche Salbengrundlage mit dem Namen Serol, mit der sich Wirkstoffe effizienter lösen und in tiefere Hautschichten transportieren ließen. Inspiriert durch die neue Produktionsstätte in der Zigarettenfabrik entwickelte Merz im Jahr 1914 eine Menthol-Zigarette, die bis zum Zweiten Weltkrieg florierte. Merz erfand auch eine schnell montierbare Schneekette. Im Ersten Weltkrieg galt seine Produktion als kriegswichtig, wodurch es möglich war, die Heilmittelproduktion immer weiter auszubauen. 1919 hatte Merz 150 Mitarbeiter und seit 1920 wurden Zweigstellen des Unternehmens in Großbritannien und Newark (USA) errichtet.
Friedrich Merz gründete zwei Apotheken in seiner Heimat. Er unterstützte seinen Bruder Georg und half ihm und dem Drechslermeister Justus Krell 1920 bei Gründung und Aufbau der Schreibgerätefirma Merz & Krell in ihrem Geburtsort. Merz & Krell konzentrierte sich auf die Herstellung von Füllfederhaltern und Drehbleistiften und ist heute unter dem Namen Senator ein international führender Hersteller. Nach dem Tod seines Bruders übernahm Friedrich Merz das Unternehmen, das erst 2016 verkauft wurde.
Merz entwickelte verschiedene Produkte, wie Placentubex (1953) und Merz Spezial Dragees (1964) oder die Produktlinie Tetesept. In den 1970er Jahren brachte Merz Arzneimittel wie einen Blutfettwertesenker, ein Parkinson-Medikament und ein Gel gegen Herpes auf den Markt.
Friedrich Merz gestaltete sein Unternehmen in einen Familienbetrieb um. Er wirkte über viele Jahre in Fachverbänden, Gremien der Markenartikelhersteller und als Mitglied des Beirates der AOK Frankfurt mit. Seine letzten Jahre verbrachte er in seiner Heimat im Odenwald.

## Auszeichnungen
Friedrich Merz ist Ehrenbürger von Groß-Bieberau, nach ihm wurde eine Straße in Rodau benannt.